# Кушалнагар
Кушалнагар — маленький город на востоке курортного района Кодагу на реке Кавери в штате Карнатака в Индии. Вблизи него расположено поселение тибетских беженцев Байлакуппе.

## География
Кушалнагар расположен на 12°28′ с. ш. 75°58′ в. д.. Его средняя высота над уровнем моря 831 метра.

## Демография
По переписи населения 2001 года население Кушалнагара составляло 13 262 человека, из них 53% мужчины и 47% женщины. Уровень грамотности 78%, выше среднего по Индии уровня 59,5%: грамотность мужчин 82%, женщин 73%. 12% населения — дети до 6 лет.